# Johannes Oecolampadius
Johannes Oecolampadius (Weinsberg, 1482 – Bázel, 1531. november 23.) svájci reformátor.

## Eredeti neve
Tulajdonképpeni neve Hussgen (Haussgen azaz házacska) volt, míg az általa később felvett Hausschein név (svájci dialektusban: Husschyn a. m. házi világosság) csak visszafordítása a svájci reformációban.

## Életpályája
Apja jogi pályára szánta és ilyen irányban taníttatta Heidelbergben és Bolognában, de ő, erős hajlamának engedve, áttért a teológia tanulására a heidelbergi egyetemen. Pap lett Weinsbergben, de lemondott állásáról, hogy Johannes Reuchlintól Stuttgartban a görög és egy másik tudóstól a héber nyelvet tanulhassa. Miután Bázelbe nevezték ki papnak, Rotterdami Erasmusszal került közeli ismeretségbe, aki nagyra becsülte Oecolampadius klasszikus ismereteit, segítségül is vette őt az újszövetség általa rendezett kiadásában.
1516-ban Augsburgba ment át papnak s belépett egy kolostorba, de Luther Márton írásai olyan mély benyomást tettek rá, hogy elhagyta a kolostort és 1522-ben visszatért Bázelbe, mint lelkész és teológiai tanár reformátori minőségben lépett fel. Vitázott a római katolikus teológusokkal Badenben 1526-ban és Bernben 1528-ban. Az úrvacsora tanában mindinkább Ulrich Zwingli nézeteihez közeledett és végül 1525-ben a De genuina verborum Domini: Hoc est corpus meum, iuxta vetustissimos auctores expositione liber című értekezésben síkra is szállt mellette, amelyre a sváb papok Syngramma Svevicum című iratban feleltek. 1525-ig még misét celebrált, de 1525 novemberétől kezdve már református úrvacsora-ünnepet tartott a saját maga összeállította liturgia szerint. 1526-ban írta meg az istentiszteletek rendjére vonatkozó előírásait Form und Gestalt, wie der Kindertauf, des Herrn Nachtmahl und der KrankenHeinsuchung jezt zu Basel von etlichen Predikanten gehalten werden címmel.
1529-ben Lutherrel vitázott a marburgi kollokviumon, amelynek során a Rajna-vidéki és németalföldi teológusok Zwingli és Oecolampadius álláspontját fogadták el a Lutheré ellenében.
További jelentős művei a De Ritu Paschali című értekezése illetve Epistola Canonicorum Indoctorum ad Eccium című levele. Ezeken kívül görögről latinra fordította Nazianzi Szent Gergely írásait.

## Művei
- Theophylacti Archiepiscopi Bulgariæ, in quatuor Euangelia enarrationes, Ioanne Oecolampadio interprete. Andreas Cratander, Basel 1524, Biblia, NT., Evangelia.
- Johannes Oecolampadius: Volksfaßliche Vorträge über den ersten Brief Johannis, Aus dem Lateinischen übersetzt von Raget Christoffer. 1850 (Neudruck 2017).